# Sligo Rovers FC
Sligo Rovers Football Club (irsky Cumann Peile Ruagairí Shligigh), je irský fotbalový klub z města Sligo. Založen byl roku 1928, do irské ligy vstoupil v roce 1934. Dvakrát ve své historii jí vyhrál (1936–37, 1976–77), čtyřikrát vybojoval irský pohár (1983, 1994, 2010, 2011).

## Výsledky v evropských pohárech
| Sezóna  | Kolo/Soutěž    |            | Soupeř             | Skóre          |
| ------- | -------------- | ---------- | ------------------ | -------------- |
| 1977/78 | 1. kolo PMEZ   | Jugoslávie | CZ Bělehrad        | 0-3, 0-3 (0-6) |
| 1983/84 | 1. kolo PVP    | Finsko     | FC Haka            | 0-1, 0-3 (0-4) |
| 1994/95 | Předkolo PVP   | Malta      | Floriana FC        | 2-2, 1-0 (3-2) |
|         | 1. kolo PVP    | Belgie     | Club Brugge        | 1-2, 1-3 (2-5) |
| 2009/10 | 1. předkolo EL | Albánie    | KS Vllaznia        | 1-2, 1-1 (2-3) |
| 2011/12 | 3. předkolo EL | Ukrajina   | FC Vorskla Poltava | 0-2, 0-0 (0-2) |